# Grace Hartigan
 Grace Hartigan  (* 28. März 1922 in Newark (New Jersey); † 15. November 2008 in Baltimore, Maryland) war eine US-amerikanische Malerin. Sie gehört zu den bedeutenden Vertretern des Abstrakten Expressionismus.

## Leben
Grace Hartigan war eines der jüngeren Mitglieder der Bewegung der amerikanischen Abstrakten Expressionisten der New York School der 1940er und 1950er Jahre. Zu ihren künstlerischen Freunden und Weggenossen zählten Jackson Pollock, Larry Rivers, Helen Frankenthaler, Willem de Kooning, Elaine de Kooning, Frank O’Hara und andere avantgardistische Maler, Künstler und Schriftsteller. In den 1960er Jahren zog sie nach Baltimore, wo sie seitdem lebte und arbeitete. 1959 war sie Teilnehmerin der documenta 2 in Kassel in der Abteilung Malerei.
Hartigan hatte zahlreiche Gruppen- und Einzelausstellungen, national und international. In den USA wurde sie insbesondere von den renommierten Galerien Tibor de Nagy und Martha Jackson in New York vertreten. Ihre Werke sind in wichtigen Museen und Sammlungen enthalten, darunter das Metropolitan Museum und das Whitney Museum of American Art. Seit 1965 arbeitete und lehrte Hartigan am Maryland Institute College of Art (MICA), wo sie als Direktorin die Hoffberger Graduate School of Painting leitete.